# Norman Palm
Norman Palm (* 1980 in Meppen) ist ein deutscher Musiker und Designer.

## Karriere
Palm studierte Visuelle Kommunikation an der Kunsthochschule Berlin-Weißensee.
Auf die 2007 veröffentlichten Cover-Versionen Boys Don't Cry (The Cure) und Girls Just Want to Have Fun (Cyndi Lauper) folgte 2008 das Debüt-Album Songs, was in Form eines von Palm gestalteten Kunstbuchs erschien. 2010 veröffentlichte das Berliner Label City Slang das Album Shore to Shore. Palm trat unter anderem auf dem Immergut Festival, Haldern Pop Festival und South by Southwest Festival auf.
Seit 2010 organisiert Palm zusammen mit Andrea Goetzke und Melissa Perales das Torstraßen Festival in Berlin-Mitte.
Palm betreibt in Berlin das Designbüro fertig design, welches Erscheinungsbilder für die re:publica Konferenz und das Musicboard Berlin entworfen hat.

## Diskografie

### Alben
- Songs (Ratio Records, 2008)
- Shore to Shore (City Slang, 2010)
- With Odd Man Out (Ambition is for Losers, 2012)

### Singles
- Girls and Boys (Ratio Records, 2007)
- Falling (Ratio Records, 2008)
- Sesame Street / Fraggle Rock (Ratio Records, 2011)